# Deraeocoris quercicola
Deraeocoris quercicola är en insektsart som beskrevs av Knight 1921. Deraeocoris quercicola ingår i släktet Deraeocoris och familjen ängsskinnbaggar.

## Underarter
Arten delas in i följande underarter:
- D. q. quercicola
- D. q. pallens